# FEMNET
FEMNET, även kallat African Women's Development and Communication Network, är en organisation som grundades 1988 för att främja kvinnors utveckling i Afrika. FEMNET hjälper icke-statliga organisationer att dela information och strategier om kvinnors utveckling, jämställdhet och andra mänskliga rättigheter. FEMNET grundades ursprungligen 1988 av nationella kvinnonätverk för att samordna afrikanska förberedelser inför den fjärde världskonferensen om kvinnor som hölls i Peking, Kina, 1995. Organisationen är baserad i Nairobi, Kenya. FEMNET har arbetat med FN:s kommission för kvinnors ställning, World Conference against Racism och Afrikanska unionen (AU). Fokusområden med Afrikanska unionen är protokollet om kvinnors rättigheter i Afrika i Afrikanska stadgan om mänskliga och folkens rättigheter, Economic, Social and Cultural Council och New Partnership for Africa's Development.

## Verksamhet
FEMNET drev sin första genusutbildningsworkshop 1990 i Kenya, i samarbete med FN:s barnfond (UNICEF) och Canadian International Development Agency (CIDA). Workshopen hjälpte till att utbilda utbildare och FEMNET förfinade tillvägagångssättet och utvecklade material baserat på resultat. FEMNET höll träningspass under perioden 1993–1999 i Swaziland, Zambia, USA och Malawi. De fick stöd av FN:s befolkningsfond (UNFPA), UNICEF och United States Agency for International Development (USAID). FEMNET drev Train the Trainers-sessioner år 2000 för partnerorganisationer i Sydafrika, Uganda och Ghana. Genusbaserade tränare har arbetat i många andra länder i Afrika.
FEMNET har funnit att det är avgörande att ha med män i kampen för jämställdhet. Manliga genusutbildare har haft stort inflytande när det gäller att introducera genusmedvetenhet inom sektorer som utvecklingsforskning där könsrelaterade frågor tidigare hade försummats. Det antogs att det skulle vara extremt svårt att öka medvetenheten om genusfrågor i Swaziland, med dess starkt patriarkala traditioner. Faktum är att, som ett resultat av FEMNET-stödet genom UNFPA, blev politiker på hög nivå känsliga för genusfrågor och åtgärder för att ta itu med jämställdhetsproblem togs med i centrala nationella planer. Malawi, där FEMNET har arbetat med UNFPA och UNICEF, har varit ett annat land där stora framsteg har gjorts när det gäller utbildning och sensibilisering av politiska ledare, byråer och andra organisationer.
I juli 2008 samordnade FEMNET den officiella lanseringen i Nairobi av FN:s GEAR-kampanj (Gender Equality Architecture Reform) i Afrika. Från och med 2010 var FEMNET aktivt genom medlemskap och lokala organisationer i mer än 37 afrikanska länder.

## Tidigare chefer
- Njoki Wainaina, grundare
- Lynne Muthoni Wanyeki
- Dinah Musindarwezo

## Tidigare styrelseledamöter
- Sara Hlupekile Longwe, vinnare av 2003 Africa Prize for Leadership.
- Mama Koite Doumbia, vinnare av 2011 FAMEDEV Gender Award.[6]